# Element Hotels
Element Hotels (do 2016 Element by Westin) – amerykańska sieć hotelowa należąca do grupy Marriott International. Powstała w 2006. Pierwszy hotel otwarto w 2008 w Lexington, w stanie Massachusetts. Do sieci należy 87 hoteli z łącznie 12 558 pokojami (31 grudnia 2021).

## Hotele
Do sieci należą 102 hotele na całym świecie, w tym jeden hotel w Europie. W Polsce hotele Element nie występują (27 lutego 2023).

### Afryka
- Tanzania

- Element Dar es Salaam

### Ameryka Północna
- Kanada

| * Element Calgary Airport | * Element Toronto Airport     | * Element Vaughan Southwest |
| * Element Edmonton West   | * Element Vancouver Metrotown |                             |

- Stany Zjednoczone

- Alabama

- Element Huntsville

- Arizona

| * Element Chandler Fashion Center | * Element Scottsdale at SkySong | * Element Sedona |

- Arkansas

- Element Bentonville

- Dakota Północna

- Element Fargo

- Floryda

| * Element Fort Lauderdale Downtown | * Element Miami Brickell | * Element Miami International Airport | * Element Orlando Universal Blvd. |
| * Element Jacksonville Beach       | * Element Miami Doral    | * Element Orlando International Drive | * Element Tampa Midtown           |

- Georgia

| * Element Atlanta Buckhead | * Element Atlanta Midtown |

- Illinois

- Element Moline

- Iowa

| * Element Iowa City | * Element West Des Moines |

- Kalifornia

| * Element Anaheim Resort Convention Center | * Element Ontario  | * Element Sacramento Airport | * Element San Jose Milpitas |
| * Element Irvine                           | * Element Palmdale | * Element San Jose Airport   | * Element Santa Clara       |

- Kansas

- Element Overland Park

- Karolina Północna

- Element Asheville Downtown

- Kolorado

| * Element Basalt – Aspen       | * Element Denver International Airport |
| * Element Boulder Superior     | * Element Denver Park Meadows          |
| * Element Denver Downtown East |                                        |

- Luizjana

- Element Baton Rouge South

- Maryland

- Element Arundel Mills BWI Airport

- Massachusetts

| * Element Boston Seaport District | * Element Chelmsford | * Element Lexington |

- Michigan

- Element Detroit at the Metropolitan

- Minnesota

| * Element Bloomington Mall of America | * Element Minneapolis Downtown |

- Missouri

| * Element North Kansas City | * Element St. Louis Midtown |

- Montana

- Element Bozeman

- Nebraska

- Element Omaha Midtown Crossing

- Nevada

| * Element Las Vegas Summerlin | * Element Reno Experience District |

- New Jersey

| * Element Ewing Princetown | * Element Harrison – Newark | * Element New York/Wood Ridge |

- Nowy Jork

| * Element Jamaica Queens | * Element New York Times Square West | * Element Spring Valley |

- Oregon

| * Element Bend | * Element Portland Beaverton |

- Pensylwania

| * Element Philadelphia | * Element Valley Forge |

- Teksas

| * Element Austin at The Domain | * Element Dallas Downtown East            | * Element Dallas Love Field | * Element Houston Katy         | * Element San Antonio Riverwalk |
| * Element Austin Downtown      | * Element Dallas Fort Worth Airport North | * Element Dallas Richardson | * Element Houston Vintage Park | * Element Waco                  |
| * Element Austin Round Rock    | * Element Dallas Las Colinas              |                             |                                |                                 |

- Tennessee

| * Element Chattanooga East | * Element Knoxville West | * Element Nashville Airport | * Element Nashville Vanderbilt West End |

- Utah

| * Element Moab | * Element Salt Lake City Downtown |

- Waszyngton

| * Element Seattle Redmond | * Element Seattle Sea-Tac Airport |

- Wirginia

- Element Hampton Peninsula Town Center

### Australia & Oceania
- Australia

- Element Melbourne Richmond

### Azja
- Chiny

| * Element Beijing Yanqing | * Element Foshan Nanhai    | * Element Mile                               | * Element Xiamen Tong'an |
| * Element Chongli         | * Element Guangzhou Baiyun | * Element Suzhou Science and Technology Town |                          |

- Indonezja

- Element by Westin Bali Ubud

- Malezja

- Element Kuala Lumpur

### Bliski Wschód
- Katar

| * Element City Center Doha | * Element West Bay Doha |

- Zjednoczone Emiraty Arabskie

| * Element Al Jaddaf, Dubai | * Element Al Mina, Dubai | * Element Dubai Airport | * Element Me'aisam, Dubai |

### Europa
- Niderlandy: Amsterdam, Element Amsterdam